# Indicatifs régionaux 270 et 364

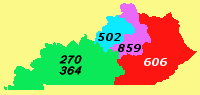
Carte de l'État du Kentucky avec les territoires de ses indicatifs régionaux. Les indicatifs régionaux 270 et 364 sont en vert.

Les indicatifs régionaux 270 et 364 sont des indicatifs téléphoniques régionaux de l'État du Kentucky aux États-Unis. L'indicatif 270 couvre un territoire situé à l'ouest de l'État. L'indicatif 364 sera introduit en 2014 par chevauchement sur l'indicatif 270 pour pallier le manque de numéros de téléphone sur ce territoire.
La carte ci-contre indique en vert le territoire couvert par les indicatifs 270 et 364.
Les indicatifs régionaux 270 et 364 font partie du Plan de numérotation nord-américain.

## Principales villes desservies par l'indicatif
- Bowling Green
- Owensboro
- Elizabethtown
- Madisonville
- Hopkinsville
- Henderson
- Murray
- Paducah
- La portion de la base militaire Fort Campbell qui se trouve dans l’État du Kentucky